# Paardensport
Paardensport of hippische sport is een verzamelnaam voor sportvormen waarbij een of meer paarden gebruikt worden. De internationale paardensport wordt geregeld door de sportfederatie Fédération Équestre Internationale. Sommige disciplines zijn vertegenwoordigd op de Olympische Spelen.

## Disciplines

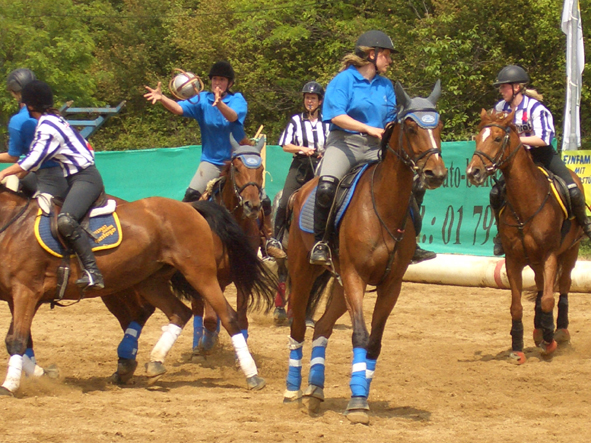
Horseball

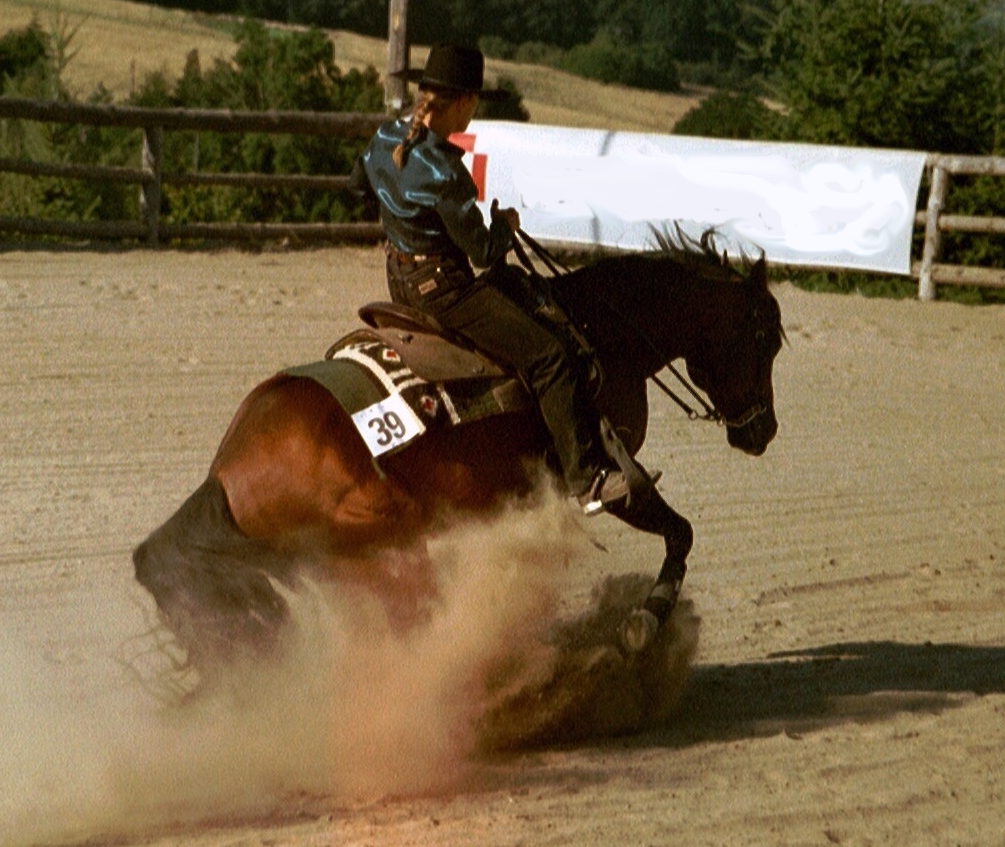
Reining

Er zijn verschillende manieren om facetten van de paardensport te beoefenen:
- Buzkashi - Afghaanse ruitersport om het karkas van een geit.
- Carrouselrijden - showrijden met meerdere ruiters en amazones. De ruiters rijden naast elkaar en maken synchrone figuren.
- Chileense rodeo - Chileense variant van de rodeo, met veedrijvers en rundvee
- Drafsport - draverijen: snelheidssport met sulky's: draf
- Dressuur - gehoorzaamheids- en bewegingstraining.
- Endurance een uithoudingsproef/ marathon voor paarden.
- Eventing - gecombineerde wedstrijden in de natuur.
- Fantasia groepen Berberruiters voeren een charge uit en lossen een salvo uit hun geweren dat moet klinken als één schot.
- Gangenwedstrijden: gangenpaarden moeten hier hun drie basisgangen en de andere gangen (tölt, telgang, walk) zo mooi mogelijk laten zien.
- Gymkhana - behendigheidsparcours te paard
- Hogeschool dressuur - dressuur voor gevorderde ruiters en paarden
- Horse and dog trail - paard, hond en ruiter leggen als drietallig team een parcours af
- Horseball - teamsport met een grote bal
- Mennen - recreatief aangespannen rijden met een koets
- Mensport - gecombineerde wedstrijden: marathon, hindernisrijden, dressuur- en behendigheidsproeven
- Military - de oude benaming van eventing; met een crosscountry over het platteland
- Natural horsemanship (natuurlijk paardrijden) - opleiden en trainen van paarden door kennis van hun instinct en communicatie
- Polo - hockey te paard.
- Polocrosse - teamsport te paard. Een mengvorm van lacrosse en polo.
- Reining - westernrijden met snelle stops
- Rensport - snelheidssport: galoppade en steeplechase - meestal bereden paardenrennen
- Ringsteken - sport waarbij het de bedoeling is om te paard met een lans door een opgehangen ring te steken
- Rodeo - sport voor bereden veedrijvers met rundvee
- Springen - hindernisparcours met snelheidswedstrijd
- Tentpegging - een combinatie van vaardigheden in het zadel met sabel, lans en revolver. In vliegende galop werden met de lans houten tentharingen (tentpegs) uit de grond gewipt en meegevoerd.
- TREC: Techniques de Randonnée Équestre de Compétition; een afgeleide van de test voor het Franse ruiterbewijs in competitievorm. Een wedstrijd bestaat uit drie onderdelen: de POR; een oriëntatierit, de MA; de beheersing van de gangen (men moet 150 meter afleggen in een zo traag mogelijke galop en terug in een zo snel mogelijke stap) en de PTV; een hindernissenparcours opgebouwd uit hindernissen welke men tijdens een trektocht zou kunnen tegenkomen. Een wedstrijd kan één of twee dagen duren.
- Voltige - gymnastische oefeningen en acrobatiek te paard
- Vossenjacht - jacht met honden, de imitatie hiervan wordt "sleepjacht" genoemd
- Westernrijden - rijden en opzadelen in de traditie van de cowboys

## Wedstrijden
Benamingen van verschillende soorten wedstrijden:
- Concours hippique - paardensportevenement met springen en dressuur, soms met mensport
- Concours Hippique International Officiel - internationaal concours met springen en dressuur, soms met mensport
- Galopade - Regiokampioenschappen voor de breedtesport
- Hippiade - Nederlands kampioenschap voor de breedtesport
- Springconcours - concours benoemd naar het onderdeel jumping
- Wereldruiterspelen - om de vier jaar; acht verschillende paardensportdisciplines op één locatie
- Olympische Spelen - om de vier jaar, dressuur, eventing en springen en vanaf 2020 ook voltige

### Cross country
- Cross country paardensport (1922).
- Cross country feest van de koninklijke militaire (1923).
- Cross country voor beginnelingen (1930).
- De Venlose manegevereniging heeft een cross country georganiseerd om de "Grote prijs van de Zwarte Ster" (1946).

## Aanduiding deelnemers
Een ruiter die deelneemt aan springwedstrijden noemt men een springruiter. Een ruiter die aan dressuurwedstrijden deelneemt wordt een dressuurruiter genoemd. Een vrouwelijke ruiter wordt soms ook amazone genoemd. Een beoefenaar van de mensport noemt men een koetsier. Iemand die bij paardenrennen een renpaard berijdt noemt men een jockey. Een trainer van dravers en de bestuurder van een sulky noemt men een pikeur.

## Blessures
Door een val kunnen allerlei blessures optreden, zoals gebroken ledematen of hersenletsel. Door een verkeerde houding kunnen chronische rugpijn, knieklachten of heupklachten ontstaan. Soms wordt de ruiter door het paard gebeten.
Bij vrouwen kan een niet omkeerbare zwelling van de schaamlippen optreden, de bicyclist's vulva. Deze aandoening komt ook bij wielrensters voor.